# HMS Vengeance (1899)
El HMS Vengeance fue un acorazado pre-dreadnought de la Marina Real Británica y miembro de la clase Canopus. Destinados al servicio en Asia, el Vengeance y sus buques gemelos eran más pequeños y rápidos que los acorazados anteriores de la clase Majestic, pero conservaban la misma batería de cuatro cañones de 12 pulgadas (305 mm). También llevaba un blindaje más somero, pero incorporaba un nuevo blindaje Krupp, que era más efectivo que el blindaje Harvey utilizado en los Majestic. El Vengeance fue puesto en quilla en agosto de 1898 y botado en julio de 1899
Al entrar en servicio, el Vengeance fue asignado a la China Station, pero la Alianza anglo-japonesa hizo innecesaria su presencia allí, y regresó a aguas europeas en 1905. A finales de ese año, se sometió a un reacondicionamiento que duró hasta 1906. Luego sirvió en la Flota del Canal hasta 1908, cuando se trasladó a la Home Fleet, sirviendo a partir de entonces en roles secundarios, incluso como buque escuela auxiliar y de artillería. En 1913, fue transferido al 6.° Escuadrón de Batalla de la Segunda Flota.
Tras la entrada del Reino Unido en la Primera Guerra Mundial en agosto de 1914, el Vengeance patrulló el Canal de la Mancha con el 8.° Escuadrón de Batalla antes de trasladarse a Alejandría para proteger el Canal de Suez en noviembre de 1914. Luego se unió a la Campaña de los Dardanelos en enero de 1915, donde vio una amplia acción tratando de forzar el estrecho de los Dardanelos en febrero y marzo y más tarde apoyando la lucha en tierra durante la fase de desembarcos en abril y mayo. Muy afectado por estas operaciones, regresó al Reino Unido para un reacondicionamiento. Entró en servicio en diciembre de 1915 para servir en el Océano Índico, durante el cual apoyó acciones sobre Dar es Salaam en el África Oriental Alemana. Regresó al Reino Unido de nuevo en 1917 y quedó en excedencia para el servicio, sirviendo a partir de entonces en funciones subsidiarias hasta 1921, cuando fue vendido como chatarra. El Vengeance fue desguazado el año siguiente.

## Características técnicas

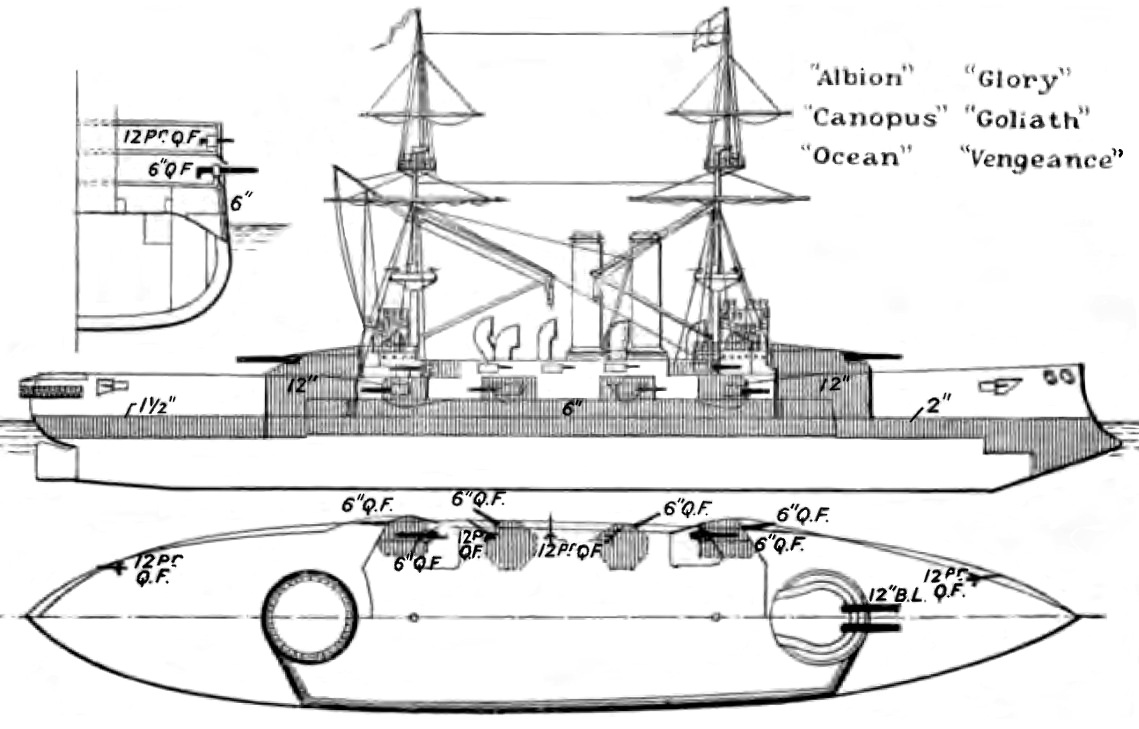
Plano simplificado con expresión del armamento de la clase Canopus en 1906

### Dimensiones y tripulación
El Vengeance y sus cinco buques gemelos fueron diseñados para servir en Extremo Oriente, donde la nueva potencia en ascenso, Japón, estaba comenzando a construir una poderosa armada, aunque este papel fue rápidamente redundante por la Alianza anglo-japonesa de 1902. Los barcos fueron diseñados para ser más pequeños, ligeros y rápidos que sus predecesores, los acorazados de la clase Majestic.  El Goliath tenía 128,5 m (421 pies y 6 pulgadas) de eslora, con una manga de 22,6 m (74 pies) y un calado de 7,90 m (26 pies). Desplazaba 13 360 t (13 150 toneladas largas) normalmente y 14 500 t (14 300 toneladas largas) a plena carga. Su tripulación contaba con 682 hombres, entre oficiales y marineros.

### Propulsión
Los barcos de la clase Canopus estaban propulsados por un par de motores de triple expansión de 3 cilindros, con vapor proporcionado por veinte calderas Belleville. Fueron los primeros acorazados británicos con calderas de tubos de agua, que generaban más energía a un menor costo en peso en comparación con las calderas pirotubulares utilizadas en los barcos anteriores. Las nuevas calderas condujeron a la adopción de embudos de proa y popa, en lugar de la disposición de costado a costado utilizados en muchos acorazados británicos anteriores.
Los buques de la clases Canopus demostraron ser rápidos buques de vapor, con una mayor velocidad punta que la de sus rivales. La propulsión estaba proporcionada por veinte calderas de tubo de agua a vapor Belleville asociadas a dos motores de triple expansión de 3 cilindros que le proporcionaban 13 500 HP indicados y una velocidad de 18 nudos como máximo (33 km/h; 21 mph), dos nudos más que la clase Majestic.

### Armamento
El Goliath tenía una batería principal de cuatro cañones de calibre 35 de 12 pulgadas (305 mm) montados en torretas gemelas a proa y popa; estos cañones estaban montados en barbetas circulares que permitían una carga completa, aunque a una altura fija. El buque también portaba una batería secundaria de doce cañones de calibre 40 de 6 pulgadas (152 mm) montados en casamatas, además de diez cañones de 12 libras y seis cañones de 3 libras para la defensa contra torpederos. Como era habitual en los acorazados de la época, también estaba equipado con cuatro tubos lanzatorpedos de 18 pulgadas (457 mm) sumergidos en el casco, dos en cada costado cerca de la barbetas de proa y popa.

### Blindaje
Para ahorrar peso, el Vengeance llevaba menos blindaje que los buques de la clase Majestic, 6 pulgadas (152 mm) en el cinturón en comparación con 9 pulgadas (229 mm) de la clase Majestic, aunque el cambio del blindaje Harvey en los Majestic al blindaje Krupp en el Goliath significó que la pérdida de protección no fue tan grande como podría parecer, ya que el acero Krupp tenía un mayor valor protector a igual peso que su equivalente Harvey. Del mismo modo, el resto del blindaje utilizado para proteger la nave también tenía menor espesor. Los mamparos transversales en cada extremo de la cinta tenían de 6 a 10 pulgadas (152 a 254 mm) de espesor. Las torretas de la batería principal eran de 10 pulgadas (254 mm) de grosor, sobre barbetas de 12 pulgadas (305 mm), y la batería de casamata estaba protegida con 6 pulgadas (152 mm) de acero Krupp. Su torre de mando también tenía 12 pulgadas de espesor. Estaba equipado con dos cubiertas blindadas, de 1 y 2 pulgadas (25 y 51 mm) de espesor, respectivamente.

## Historial

### Antes de la Primera Guerra Mundial

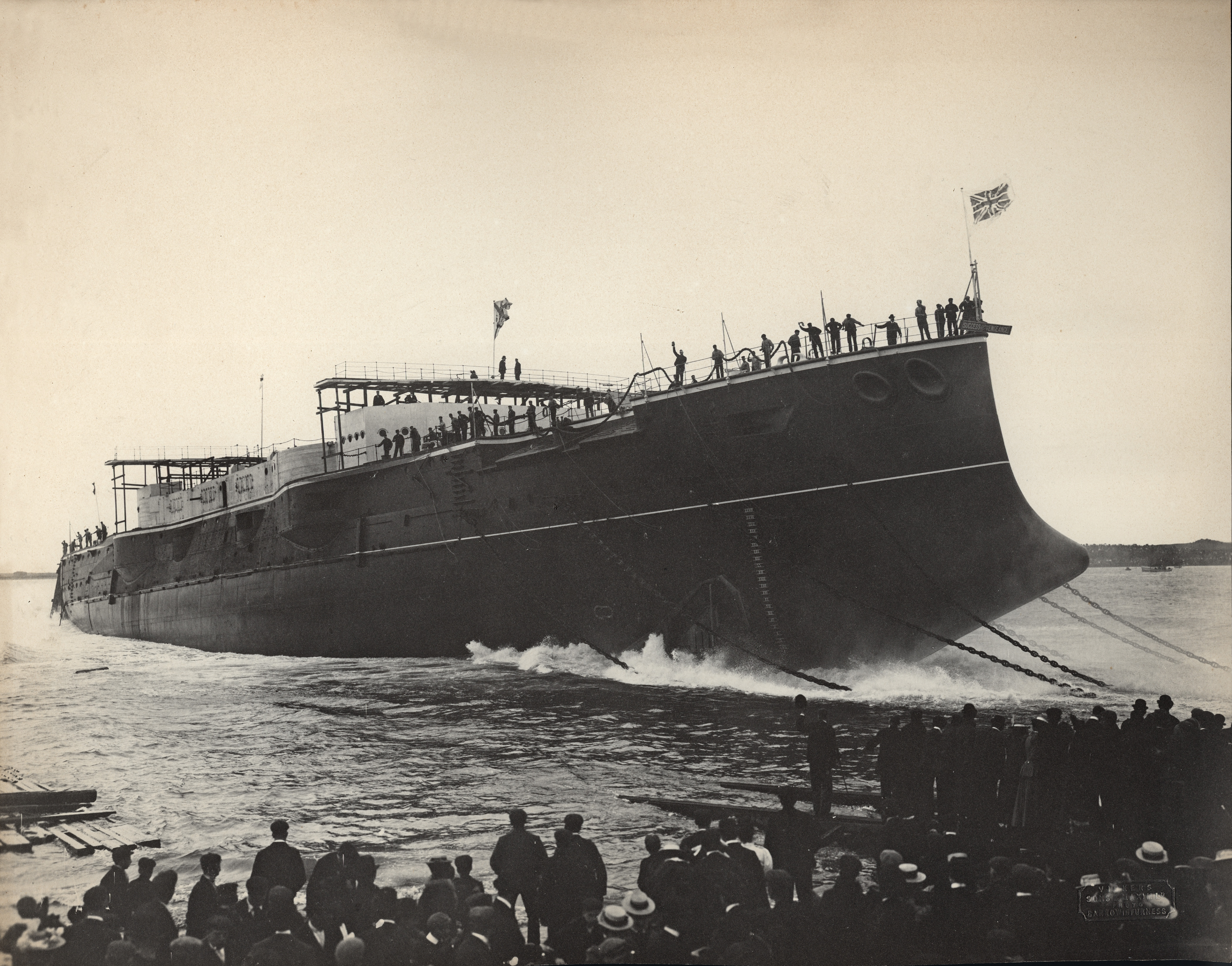
Botadura del Vengeance en 1899

El HMS Vengeance fue puesto en grada por Vickers en Barrow-in-Furness el 23 de agosto de 1898 y botado el 25 de julio de 1899. Su finalización se retrasó por daños en el muelle de acondicionamiento, y no se completó hasta abril de 1902. Fue el primer acorazado británico completamente construido, armado y motorizado por una sola compañía. El HMS Vengeance fue comisionado en Portsmouth por el Captain Leslie Creery Stuart el 8 de abril de 1902 para servir con la Flota del Mediterráneo. Abandonó el Reino Unido a principios del mes siguiente, arribando a Malta el 12 de mayo. En septiembre de 1902 visitó el mar Egeo con otros barcos de la flota para realizar maniobras combinadas cerca de Nauplia, y dos meses más tarde volvió a visitar Plataiés (Grecia). En julio de 1903 se transfirió a la Estación China para relevar a su buque gemelo Goliath, y se sometió a un reacondicionamiento en Hong Kong en 1903-1904.
En 1905, el Reino Unido y Japón ratificaron el tratado de alianza, reduciendo la necesidad de una gran presencia de la Marina Real británica en la China Station y provocando la retirada de todos los acorazados de sus bases en Extremo Oriente, confiando la acción contra los alemanes a los japoneses en la zona del Pacífico El Vengeance fue retirado el 1 de junio de 1905 y se dirigió a Singapur, en las Colonias del Estrecho donde la nave y su buque gemelo Albion se reunieron con el Ocean (también gemelo) y el acorazado Centurion. Los cuatro acorazados partieron de Singapur el 20 de junio de 1905 y regresaron a su base simultáneamente, arribando a Plymouth el 2 de agosto de 1905. El 23 de agosto de 1905, el Vengeance quedó en dique seco en Devonport, y se sometió a un reacondicionamiento que se prolongó hasta 1906 durante el cual se reparó su maquinaria.
El 15 de mayo de 1906, el Vengeance entró en servicio en la Flota del Canal y más tarde, transferido a la Home Fleet el 6 de mayo de 1908. El 13 de junio de 1908 fue dañado en una colisión con el buque mercante SS Begore Head en Portsmouth. En febrero de 1909 se trasladó a la División Nore (Home Fleet), en el Nore, donde se convirtió en buque nodriza de buques de servicios especiales, y encalló en el estuario del Támesis el 28 de febrero de 1909 sin daños. En abril de 1909, se incorporó a la escuela de artillería de Chatham Dockyard, donde actuó como buque de instrucción de artillería. El 29 de noviembre de 1910, el Vengeance sufrió otro percance cuando chocó en la niebla con el buque mercante SS Biter, sufriendo daños en su costado, plataforma de red y botavaras de red. El Vengeance sirvió en el 6.º Escuadrón de Batalla con base en Portland, y luego se convirtió en un buque escuela de artillería en el Nore en enero de 1913. El 6.º Escuadrón, junto con el 5.º Escuadrón de Batalla, formaron el núcleo de la Segunda Flota.

### Primera Guerra Mundial
Al estallar la Primera Guerra Mundial en agosto de 1914, la Royal Navy se movilizó para enfrentarse a la Hochseeflotte. El 7 de agosto, el 6.º Escuadrón de Batalla fue disuelto, los acorazados más modernos de la clase Duncan fueron transferidos a la Gran Flota; El Vengeance fue asignado al 8.º Escuadrón de Batalla de la Flota del Canal. El 8.º Escuadrón se encargó de tareas de patrulla en el Canal de la Mancha y el Atlántico, aunque el Vengeance fue transferido rápidamente al 7.º Escuadrón de Batalla el 15 de agosto de 1914 para relevar al acorazado Prince George como buque insignia del escuadrón. Poco después, la mitad de los acorazados del 7.º Escuadrón se dispersaron para reforzar los escuadrones de cruceros que patrullaban en busca de asaltantes comerciales alemanes, dejando solo al Vengeance, Prince George, Caesar y Goliath y al crucero protegido Proserpina. Cubrió el desembarco del Batallón de Marines de Plymouth en Ostende, Bélgica, el 25 de agosto de 1914. Para esta operación, el buque y los otros cinco naves de la escuadra, junto con seis destructores, escoltaron a los buques de tropas; al mismo tiempo, elementos de la Gran Flota atacaron la línea de patrulla alemana frente a Heligoland para anular a la Hochseeflotte.

En noviembre de 1914, fue transferido a Alejandría para reemplazar a un par de buques franceses más antiguos, el acorazado Bouvet y el crucero acorazado Amiral Charner, que a su vez habían relevado a los cruceros acorazados Black Prince y Warrior como buques de guardia para el Canal de Suez. Más tarde se trasladó a la zona de Cabo Verde-Islas Canarias para relevar al Albion como buque de guardia en São Vicente.

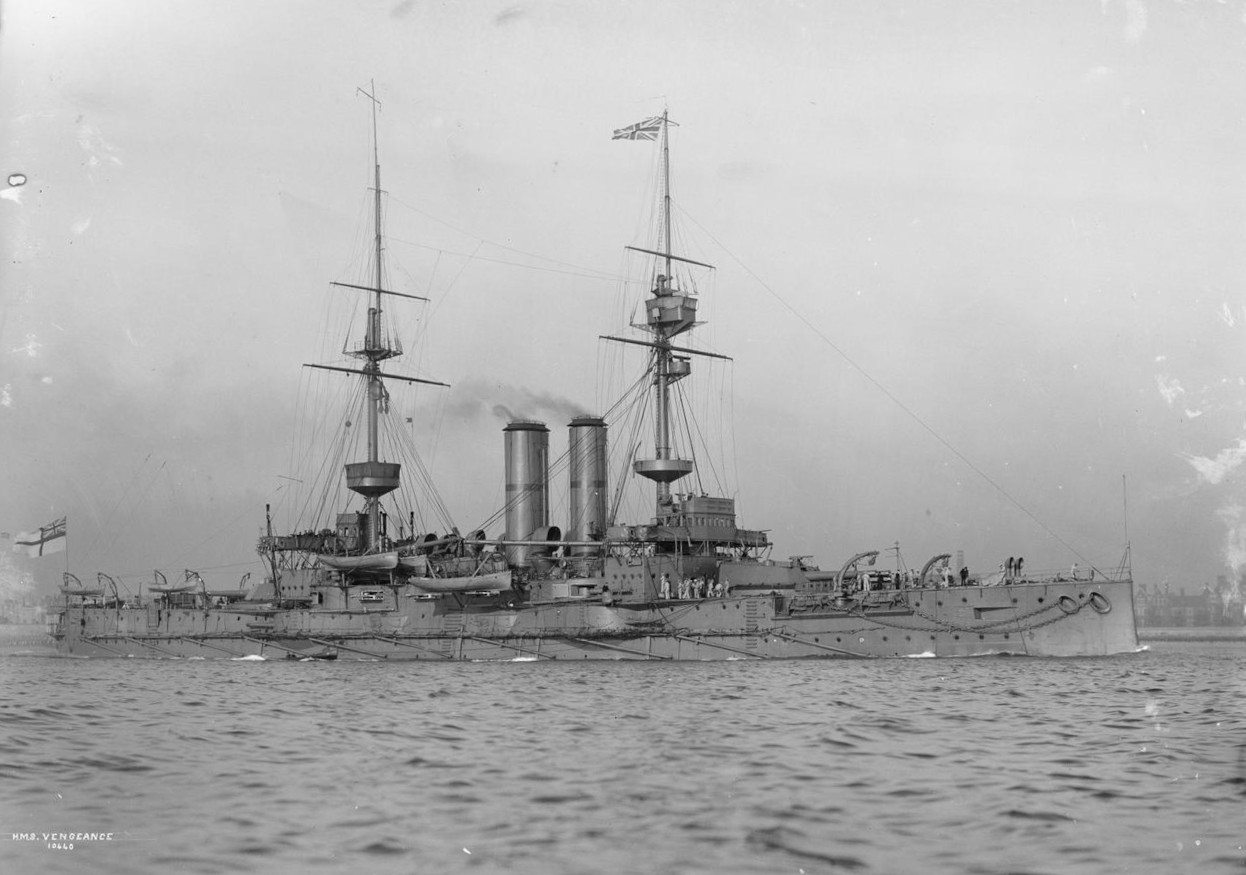
El Vengeance en 1918

#### Batalla de Galípoli
El 22 de enero de 1915, el Vengeance fue seleccionado para participar en la campaña de los Dardanelos. Se detuvo en Gibraltar ese mes para embarcar al Almirante John de Robeck y convertirse en el segundo buque insignia de la escuadra de los Dardanelos, y llegó a los Dardanelos en febrero de 1915. El almirante Sackville Carden, comandante de la Flota Británica del Mediterráneo, ideó un plan para forzar el estrecho y atacar la capital otomana neutralizando las defensas costeras otomanas a larga distancia, limpiando los campos minados de los Dardanelos y luego entrando en el mar de Mármara.
El 18 de febrero y el 19 de febrero de 1915, el Vengeance participó en el bombardeo inicial de los fuertes turcos otomanos, aunque su papel como buque insignia, se limitó a observar el fuego de los otros barcos en su formación. El acorazado Cornwallis desarrolló problemas con su cabrestante y por lo tanto no pudo fondear en su posición de tiro, lo que obligó al Vengeance a ocupar su lugar. Bombardeó la fortaleza de Orkanie con fuego directo, pero el reconocimiento aéreo demostró que los cañones de la fortaleza no habían sido desactivados. Sin embargo, Carden ordenó al Vengeance y a otros acorazados que se acercaran a sus objetivos y se enfrentaran a ellos a corta distancia. El acorazado francés Suffren se unió al Vengeance para bombardear Orkanie. Más tarde en la tarde, ambos barcos comenzaron a atacar una batería en Kumkale con sus cañones principales, mientras que su batería secundaria seguía disparando contra Orkanie. A las 16:10, Carden les ordenó cesar el fuego e inspeccionar la fortificación. Al finalizar, el Vengeance fue objeto de un intenso fuego por parte de Orkanie y una batería en el cabo Helles. El contralmirante Émile Guépratte, comandante del contingente francés, escribió más tarde que "el audaz ataque del Vengeance al lanzarse contra los fuertes cuando su fuego no se había reducido de ninguna manera fue uno de los mejores episodios del día". Sufrió algunos daños en sus mástiles y aparejos por los disparos de los fuertes, pero no fue alcanzado directamente. Varios otros acorazados acudieron en su ayuda, y a las 17:20, Carden ordenó el repliegue.
El 25 de febrero, el Vengeance participó en otro ataque a las fortalezas de los Dardanelos. Junto con el Cornwallis y los acorazados franceses Suffren y Charlemagne, lideró el asalto, que fue apoyado por un acorazado francés y tres británicos. Una vez que los cuatro acorazados de apoyo tomaron sus posiciones y comenzaron a disparar a larga distancia para suprimir las baterías otomanas, el Vengeance y el Cornwallis hicieron la primera pasada a corta distancia, con la intención de destruir los cañones con impactos directos. De Robeck llevó al Vengeance a menos de 3 700 m de las fortificaciones de Kumkale y disparó durante diez minutos, antes de darse la vuelta para permitir que el Cornwallis se enfrentara a los cañones. Los dos barcos franceses los siguieron, y a las 15:00, los cañones otomanos habían sido silenciados efectivamente, lo que permitió que los dragaminas avanzaran e intentaran despejar los campos minados; la mayor parte de la flota se retiró mientras los dragaminas trabajaban, aunque el Vengeance y los acorazados Albion y Triumph se quedaron atrás para cubrirlos. Al despejar estos campos, los buques de guerra aliados podían entrar en los Dardanelos, abriendo la ruta para atacar fortificaciones adicionales alrededor de la ciudad de Dardanus. Mientras otros barcos bombardeaban los fuertes allí, el Vengeance y el acorazado Irresistible enviaron hombres a tierra para destruir una batería de artillería abandonada cerca de Kumkale, y ambos barcos permanecieron frente a la costa para apoyar la incursión. Los hombres desembarcaron sin oposición, pero el destacamento del Vengeance rápidamente fue atacado por la infantería otomana en el otro lado de Kumkale. El Lieutenant-Commander Eric Gascoigne Robinson, que dirigía el grupo de demolición del Vengeance, avanzó solo para destruir un cañón antiaéreo otomano, y luego dirigió su destacamento para destruir un segundo cañón antiaéreo y el único cañón restante en la batería de Orkanie. Por sus acciones, fue condecorado con la Cruz Victoria. La resistencia otomana impidió cualquier otra acción, y los hombres regresaron al Vengeance.
A finales de febrero, el Vengeance necesitaba mantenimiento de calderas, por lo que el almirante de Robeck se transfirió al Irresistible, quedando como buque insignia, mientras que el Vengeance fue a Moúdros para reparaciones. El buque regresó el 6 de marzo, a tiempo para otro bombardeo sobre las defensas otomanas; de Robeck se reembarcó nuevamente en el Vengeance en las operaciones. Esta vez, el plan consistía en utilizar al Albion para detectar al poderoso acorazado dreadnought Queen Elizabeth, que debía disparar con tiro indirecto, con la esperanza de poder neutralizar los cañones otomanos a una distancia a la que no podrían responder. El Vengeance y otros tres acorazados cubrieron Albion dentro del estrecho. Los barcos silenciaron rápidamente los cañones otomanos en Dardanus, pero las baterías de artillería móviles obligaron continuamente tanto al Albion como al Queen Elizabeth a cambiar de posición, impidiendo en gran medida que este último disparara y el primero transmitiera correcciones por los pocos disparos que el Queen Elizabeth había podido hacer. El anochecer y la falta de progresos llevaron a cancelar la operación. Dos días después, el Queen Elizabeth fue enviado al estrecho en un segundo intento de destruir los cañones con fuego directo, mientras que el Vengeance y otros tres acorazados lo cubrían de los obuses móviles otomanos. La escasa visibilidad dificultó a los artilleros del Queen Elizabeth, y a las 15:30 el almirante Carden canceló el ataque, vista la inutilidad del ataque.
El Vengeance también participó en el ataque principal a los fuertes de los estrechos el 18 de marzo de 1915, momento en el que Carden había caído enfermo y tuvo que ser relevado por De Robeck en el mando general de la flota. Por lo tanto, cambió su puesto al Queen Elizabeth, y el Vengeance volvió a quedar como un private ship. El Vengeance no se enfrentó a los otomanos hasta más avanzada la tarde, después de que el Bouvet hubiera sido alcanzado por una mina y hundido. El Vengeance atacó la batería otomana Hamidieh, pero la mayoría de sus proyectiles cayeron inofensivamente en el centro de la fortificación, lejos de los cañones. Cuando quedó claro que las fortalezas otomanas no podían ser silenciadas a tiempo para permitir que los dragaminas comenzaran a limpiar los campos minados en los estrechos, de Robeck ordenó a la flota que se retirara. En el proceso, dos acorazados británicos también se perdieron por impacto con una mina, además del crucero de batalla Inflexible, aunque este último logró regresar a Malta para ser reparado. Del periplo del Vengeance aquel 18 de marzo, el parte oficial del Almirantazgo del día posterior relataba lo siguiente:

«A las diez y cuarenta y cinco minutos de la mañana, el Queen Elizabeth, el Agamennon, el HMS Inflexible y el Lord Nelson bombardearon los fuertes de Kilid-Bahr y Tchanak, mientras que el Triumph y el Prince George cañoneaban las baterías de Naher-Guyan, Deguirmen-Burn, Hamidié y Sultanié.»[...]
«A las doce y veintidós, el Suffren, el Gaulois, el Charlemagne y el Bouvet, se internaron en los Dardanelos y atacaron los fuertes de alcance pequeño, respondiéndoles vigorosamente los anteriormente citados de Kilid-Bahr y Tchanak.»
«Los diez acorazados aliados fueron alcanzados por los proyectiles enemigos, pero redujeron los fuertes al silencio.»
«A la una y veinticinco minutos de la tarde cesó el fuego en todos los frentes.»
«El Vengeance, el Irresistible, el Occean [sic], el Swiftsure y el Majestic se lanzaron hacia el interior del estrecho para reemplazar a los acorazados averiados.»
Parte oficial del Almirantazgo británico del 19 de marzo de 1915

A finales de abril, el Primer Escuadrón incluía al Vengeance, otros siete acorazados y cuatro cruceros, y estaba comandado por el contraalmirante Rosslyn Wemyss. El Primer Escuadrón se encargó de apoyar el desembarco en el cabo Helles, que tuvo lugar el 25 de abril. El Vengeance y el acorazado Lord Nelson fueron asignados inicialmente para apoyar el desembarco en la bahía de Morto, tomando sus posiciones de tiro a las 05:00 y abriendo fuego contra las posiciones otomanas en las alturas alrededor de la bahía poco después. El Lord Nelson fue enviado más tarde para apoyar a otras playas de desembarco más al sur de la península, y al Vengeance se le unió el Prince George. A medida que las fuerzas terrestres aliadas avanzaban hacia Krithia, el Vengeance y varios otros acorazados proporcionaron apoyo de fuego, aunque los otomanos bloquearon el ataque en la Primera Batalla de Krithia.
Hasta principios de mayo, permaneció fuera de la cabeza de playa, apoyando al flanco derecho aliado junto con el Lord Nelson y el acorazado francés Jauréguiberry. Apoyó a las tropas terrestres durante el ataque otomano a las posiciones aliadas en cala ANZAC el 19 de mayo de 1915, antes de retirarse a Moúdros para reponer combustible y municiones. Regresó a zona de operaciones el 25 de mayo para relevar a su buque gemelo Canopus. Un submarino le atacó ese día mientras navegaba desde Moúdros, pero el Vengeance giró rápidamente a estribor para evitar el torpedo y disparó al periscopio del submarino, obligándolo a retirarse. En julio de 1915, el Vengeance tenía defectos en la caldera que ya le impedían continuar las operaciones de combate, y regresó al Reino Unido apartándose del servicio activo. Estuvo bajo reacondicionamiento en Devonport hasta diciembre de 1915.

#### Últimos años
El Vengeance volvió a ser comisionado en diciembre de 1915 y partió de Devonport el 30 de diciembre de 1915 para un despliegue en el África Oriental Alemana. La Royal Navy había comenzado a enviar refuerzos a la zona en noviembre para apoyar la Campaña de África Oriental; a su llegada allí, se unió a tres monitores, dos cruceros, dos buques mercantes armados, dos cañoneros y ocho buques balleneros armados. Mientras estuvo allí, apoyó las operaciones que condujeron a la captura de Dar es Salaam en 1916. En febrero de 1917, el Vengeance regresó al Reino Unido, finalizando su comisión. Estuvo en grada hasta febrero de 1918, cuando fue puesto de nuevo en servicio para su uso en experimentos con equipos anti-flash para los cañones de la flota. Los completó en abril de 1918, y luego fue parcialmente desarmado, con cuatro cañones en casamatas de 6 pulgadas (152 mm) en la cubierta principal retirados y cuatro cañones de 6 pulgadas instalados en escudos abiertos en la cubierta de la batería. Se convirtió en un buque almacén de municiones en mayo de 1918. El Vengeance fue declarado enajenable en Devonport el 9 de julio de 1920, y fue vendido para desguace el 1 de diciembre de 1921. Tuvo un viaje lleno de incidencias al depósito de chatarra. Después de que partiese de Devonport remolcado el 27 de diciembre de 1921 en ruta a Dover, su cable de remolque se partió en el Canal de la Mancha el 29 de diciembre de 1921. Los remolcadores franceses lo localizaron y lo remolcaron a Cherburgo, Francia. Desde allí fue remolcado a Dover, donde finalmente llegó para su desguace el 9 de enero de 1922.